# David Canabarro
David Canabarro este un oraș în Rio Grande do Sul (RS), Brazilia.